# José Manuel Losada
José Manuel Losada (Zamora, 1962) es catedrático de la Universidad Complutense de Madrid y teórico literario especializado en los campos de mitocrítica y literatura comparada, sobre los cuales ha escrito y editado numerosos libros y artículos en español, francés e inglés. 

## Carrera académica
Doctor por la Universidad de la Sorbona (1990) y habilitado como Director de Investigación (HDR) por la Universidad de Nancy II (1999), José Manuel Losada ha sido Profesor Adjunto en la Universidad de Navarra, Visiting Scholar en la Universidad de Harvard, Profesor Invitado en la Universidad de Montreal, Visiting Scholar en la Universidad de Oxford, Senior Fellow de St John's College (Oxford), Senior Fellow de la Universidad de Durham y de la Universidad de Sofía. También ha impartido seminarios de máster y doctorado en las universidades de Jerusalén, Montpellier, Münster, Múnich (LMU), Valencia, Guadalajara (México) y Túnez, Islandia, Sofía, Versalles y Atenas. Desde 2000 ejerce su docencia en la Universidad Complutense de Madrid, donde imparte clases de Literatura francesa, Literatura comparada y Ciencias de las Religiones. 
J.M. Losada es fundador y editor de Amaltea, revista de mitocrítica, (2008 –) una prestigiosa revista enfocada al análisis de la recepción de los mitos antiguos, medievales y modernos en la literatura y las artes contemporáneas. También es fundador y presidente de Asteria, asociación internacional de mitocrítica, una asociación cultural sin ánimo de lucro enfocada a la promoción de la investigación sobre los mitos en la literatura y las artes contemporáneas. Además, Losada es fundador y director de Acis, grupo de investigación de mitocrítica, que agrupa a numerosos profesores y doctorandos interesados por el análisis de los mitos en la actualidad desde una óptica interdisciplinar. Como investigador principal de varios proyectos I+D de investigación en mitocrítica, Losada ha coordinado numerosos congresos internacionales, actividades de divulgación (“Paseos mitológicos” durante la Semana de la Ciencia de Madrid) y certámenes de creación plástica y mitología.
Entre su producción académica se incluyen una veintena de libros y doscientos artículos publicados en libros y revistas especializadas.

## Mitocrítica cultural
Losada define el mito de la siguiente manera: “relato funcional, simbólico y temático de acontecimientos extraordinarios con referente trascendente sobrenatural sagrado, carentes, en principio, de testimonio histórico, y remitentes a una cosmogonía o una escatología individuales o colectivas, pero siempre absolutas”.
La mitocrítica (término acuñado por Gilbert Durand) es el estudio de los mitos; la mayor aportación de Losada a la teoría literaria consiste en la actualización de la hermenéutica y la metodología de estos estudios en la “mitocrítica cultural.”
La mitocrítica cultural hace particular hincapié en la trascendencia sobrenatural sagrada del mito. Losada expone en numerosos textos las diferencias entre esta trascendencia y la trascendencia que opera en otros correlatos del imaginario (fantasía, ciencia ficción y esoterismo). También se desmarca plenamente de los acercamientos parciales y tergiversadores del mito (manifestación de complejos psicoanalíticos o deformaciones sociales: Freud, Barthes, etc.). Según Losada, solo hay mito cuando, en una obra de ficción, dos personajes, uno del mundo sobrenatural sagrado y otro de un mundo similar al del mundo natural, entran en contacto. 
Esta hermenéutica (“el mito como objeto”, el “valor” en la cultura y la interpretación textual) permite al investigador evitar acercamientos reductores del mito. En efecto, Losada considera que la aplicación indiscriminada de una serie de factores configuradores de la sociedad occidental contemporánea (la globalización social y técnica, la “dóxa” del relativismo democrático y consumista, y la lógica de la inmanencia vital y reflexiva) puede desorientar a los críticos que se acercan al mito. Consciente y “amante” del mundo actual, Losada propone tener en cuenta estos factores como punto de referencia y contraste para un estudio auténticamente académico del mito. Sin perder de vista los avances del pasado y rechazando todo servilismo respecto a otras disciplinas (antropología, sociología, psicoanálisis), esta novedosa mitocrítica desarrolla una epistemología encaminada a explicar una realidad imaginaria y global, así como comprender el auténtico mensaje de los mitos en el contexto cultural contemporáneo. Esta disciplina resulta de las principales premisas hermenéuticas asumidas por J.M. Losada: 
1. La definición del mito y exposición de su estructura a base de mitemas. La mitocrítica exige la asunción previa de una definición del mito válida para todos los casos (de otro modo, adaptar la definición a cada caso implica “jugar con cartas marcadas”). El mitema es la unidad temática y mitológica mínima cuya indispensable dimensión trascendente o sobrenatural lo capacita para interactuar con otros mitemas en la formación de un mito.
2. La propiedad terminológica conducente a distinguir:
1. El mito de otras herramientas anejas: símbolo, tema, arquetipo, prototipo, héroe, etc.
2. El mito de otros correlatos del imaginario: esoterismo, fantasía, ciencia ficción.
3. El mito de pseudomitos, es decir, de personajes históricos mitificados o sublimaciones sociales y políticas.[11][12][13]

La mitocrítica cultural se ha demostrado particularmente apta para el análisis de los mitos en nuestra época, cuyo estudio difiere considerablemente del realizado hasta la actualidad. Muchos investigadores han seguido estos principios metodológicos para abordar un análisis y una síntesis novedosos de los relatos míticos.

## Obras destacadas

### Libros
- 1993: Tirso, Molière, Pouchkine, Lenau. Analyses et synthèses sur un mythe littéraire. Editado con Pierre Brunel, París, Klincksieck. ISBN 2252029390.
- 1997: Bibliography of the Myth of Don Juan in Literary History, José Manuel Losada ed. Lexington (NY): Edwin Mellen. ISBN 0773484507.
- 1999: Bibliographie critique de la littérature espagnole en France au XVIIe siècle. Présence et influence, Ginebra (Suiza): Droz. ISBN 2600003134.
- 2010: Métamorphoses du roman français. Avatars d’un genre dévorateur, José Manuel Losada ed. Lovaina (Bélgica): Peeters. ISBN 9789042922013.
- 2010: Mito y mundo contemporáneo. La recepción de los mitos antiguos, medievales y modernos en la literatura contemporánea. Bari (Italia): Levante Editori. ISBN 9788879495479.
- 2012: Myth and Subversion in the Contemporary Novel. Newcastle upon Tyne: Cambridge Scholars Publishing. Editado con Marta Guirao. ISBN 1443837466.
- 2013: Mito e interdisciplinariedad. Los mitos antiguos, medievales y modernos en la literatura y las artes contemporáneas. Bari (Italia): Levante Editori. Editado con Antonella Lipscomb. ISBN 9788879496230.
- 2014: Abordajes. Mitos y reflexiones sobre el mar. José Manuel Losada ed., Madrid: Instituto Español de Oceanografía. ISBN 9788495877512.
- 2014: Victor Hugo et l’Espagne. L’imaginaire hispanique dans l’œuvre poétique. Con la colaboración de André Labertit, París, Honoré Champion. ISBN 9782745326980.
- 2015: Myths in Crisis: The Crisis of Myth. Newcastle upon Tyne: Cambridge Scholars Publishing. Editado con Antonella Lipscomb. ISBN 9781443878142.
- 2015: Nuevas formas del mito, José Manuel Losada ed. Berlín: Logos Verlag. ISBN 9783832540401.
- 2016: Mitos de hoy. Ensayos de mitocrítica cultural, José Manuel Losada ed., Berlín, Logos Verlag. ISBN 9783832542399.
- 2017: Myth and Emotions, Newcastle Upon Tyne: Cambridge Scholars Publishing. Editado con Antonella Lipscomb. ISBN 9781527500112.
- 2019: Myth and Audiovisual Creation, Berlín: Logos Verlag. Editado con Antonella Lipscomb. ISBN 9783832549664.
- 2021: Mito y ciencia ficción, Madrid: Sial Pigmalión. Editado con Antonella Lipscomb. ISBN 9788418888120.
- 2022: El Jardín de las Hespérides: del mito a la belleza, José Manuel Losada ed. Madrid: Ediciones Complutense. ISBN 9788409368556.
- 2022: Mitocrítica cultural. Una definición del mito, Madrid: Akal. ISBN 9788446052678.
- 2024: Mito: teorías de un concepto controvertido, José Manuel Losada y Antonella Lipscomb (eds.),

Madrid, Sial Pigmalión , 131 pp. ISBN 9788419928030.
- 2024: Mythical Narratives in Comparative European Literature / Le récit mythique dans la littérature

européenne comparée, CompLit. Journal of European Literature, Arts and Society, Asun López-
Varela y José Manuel Losada (dir.), 7, París, Classiques Garnier, 236 p. ISSN 27802523.
ISBN 9782406169697.

### Artículos
- 1989. “Calderón de la Barca: El laurel de Apolo”. Revista de Literatura (Madrid), 51: 485-494. ISSN 0034-849X.
- 2004: “The Myth of the Fallen Angel. Its Theosophy in Scandinavian, English, and French Literature”. Nonfictional Romantic Prose. Expanding Borders, Steven P. Sondrup & Virgil Nemoianu eds. Ámsterdam / Philadelphia (PA): John Benjamins: 433-457. DOI: 10.1075/chlel.xviii.34los. ISBN 9027234515.
- 2008: “Victor Hugo et le mythe de Don Juan”, Don Juans insolites, Pierre Brunel ed. París : Presses de l’Université Paris-Sorbonne: 79-86. ISBN 9782840505679.
- 2009: “La nature mythique du Graal dans Le Conte du Graal de Chrétien de Troyes”. Cahiers de Civilisation Médiévale (Poitiers), 52,1 (2009): 3-20. ISSN 0007-9731.
- 2014: “Myth and Extraordinary Event”. International Journal of Language and Literature. New York: pp. 31 – 55. Enlace
- 2015: “Myth and Origins: Men Want to Know”, Journal of Literature and Art Studies. New York, vol. 5, n.º 10, pp. 930-945. ISSN 2159-5836 (impreso) ISSN 2159-5844 (online). Enlace
- 2016: “El mundo de la fantasía y el mundo del mito. Los cuentos de hadas”, Çédille, “Monografías”, 6: 69-100. ISSN 1699-4949. Enlace
- 2017: “El «mito» de Don Quijote (2ª parte): ¿con o sin comillas? En busca de criterios pertinentes del mito”, Cervantès, quatre siècles après: nouveaux objets, nouvelles approches, Emmanuel Marigno et al. eds., Binges (Francia): Éditions Orbis Tertius: 11-32. ISBN 9782367830957.
- 2018: “Le personnage mythique”, Degrés. Revue de synthèse à orientation sémiologique (Bruselas), 45: c1-c18. ISSN 0770-8378.
- 2019: “Preface: The Myth of the Eternal Return”, Journal of Comparative Literature and Aesthetics, 40.2: 7-10. ISSN 0252-8169. Enlace
- 2020: “Mito y antropogonía en la literatura hispanoamericana: Hombres de maíz, de Miguel Ángel Asturias”, Rassegna iberistica (Venezia), 43, 113, Giugno (2020), 41-56. e-ISSN: 2037-6588. ISSN 0392-4777. Enlace
- 2020: “Cultural Myth Criticism and Today’s Challenges to Myth”, Explaining, Interpreting, and Theorizing Religion and Myth: Contributions in Honor of Robert A. Segal, Nickolas B. Roubekas and Thomas Ryba (eds.), Leiden, Koninklijke Brill NV, 2020, pp. 355-370. ISBN 9789004435025. Enlace
- 2021: “La trascendencia de la ciencia ficción”, Mito y ciencia ficción, José Manuel Losada & Antonella Lipscomb (eds.), Madrid, Grupo Editorial Sial Pigmalión, pp. 39-46. ISBN 9788418888120.
- 2024: “The Referential Function of Myth”, Mythical Narratives in Comparative European Literature, Paris, Classiques Garnier.